# Gotha Go 244
Gotha Go 244 е среден военно-транспортен самолет на луфтвафе от времето на Втората световна война. Използван е почти изцяло на Източния фронт. Тези самолети (както и планерите, на чиито база е създаден) получават прозвището „Летящите контейнери“.

## Описание
Go 244 е моторизирана версия на планер Gotha Go 242, представляващ планер, построен от най-елементарни материали (предполагало се е планерите да бъдат използвани еднократно) – фюзелажът е сглобяван от стоманени тръби, покрити с платно.
Още от началото е планирано на планера да бъде монтиран временен двигател Argus AS 10 за връщане на празните безмоторни самолети в базата, но когато пред Райха възниква нуждата от нов транспортен самолет, който да замени Ju-52, е решено такъв двигател да бъде монтиран на носа на „Go 244“. Тази идея не получава подкрепа, тъй като самолетът с този двигател развива скорост около 160 – 190 км/ч, което не е достатъчно за успешното му използване.
Въпреки това, възможността за преработването на планера в транспортен самолет е многообещаваща – след падането на Франция, германската армия се натъква там на големи запаси от двуредни радиални 14-цилиндрови двигатели Gnome-Rһone 14M с мощност 700 к.с. Решено е тези двигатели да се използват за моторизирането на планера Gotha Go 242, като модифицирането включва и триколесно шаси. С тези си решения, немските конструктори се надяват, че ще успеят да повишат ефективността, както и функционалността на планера.
Оказва се, че тези двигатели са твърде слаби за апарата. След нахлуването на Нацистка Германия в СССР през юни 1941 г., в ръцете на германците се озовават големи запаси от радиални двигатели „Швецов М-25A“ с мощност 750 к.с. Но се оказа, че и те не са кой знае колко по-мощни от френските
.
- Серия A са опитни образци и някои от тях са снабдени с радиални двигатели BMW 132 с 660 к.с.
- Серия B (В-1, В-2, В 3, В 4 и В-5) е основната производствена на модела – 133 броя са преработени от планери Gotha Go 242, а 43 апарата са изцяло фабрични модели (10 самолета са произведени през септември, а 29 – през ноември 1942 г.).

Go 244 получава трилопатни витла с променяща се стъпка, въпреки че част от машините са оборудвани с четирилопатни витла с постоянна стъпка.
„Летящи контейнери“ с двигатели са произвеждани в чехословашкия град Ческе Будейовице, като през 1942 г. са построени 133 броя Go 244. През март 1942 г. две транспортни ескадрили на Луфтвафе са перевъоръжени със самолети Go 244. Това са KGrzbV 104 в Гърция и KGrsbV 106 на остров Крит, използващи по-рано тримоторните Ju 52. Още през ноември същата година, всички Go 244 били заменени с Ме.323 Gigant. Така единствената част, ползваща моторизирани „Летящи контейнери“, остава 7./TG4 (7-а ескадрила на 4-та транспортна група), базирана в южната част на Русия.
Опитът от прилагането на тези самолети на Източния фронт, както и в други зони на военните действия през Втората световна война, показва, тези самолети като неудачни – недостатъчно мощен двигател, проблеми с резервните части на капризните френски двигатели и ниската скорост. В резултат на това, производителят се отказва от производството на моторизирания вариант и отново се връща към сглобяване на планерите Go 242.
През март 1942 година две групи, екипирани с Ju-52: К.Gr..b.V. 104 и 106, получават Go.244B, но още през ноември, първата е превъоръжена с Me.323, а втората, няколко месеца по-късно, отново е с Ju 52. Транспортните „Готи“ са разпратени по тренировъчни летателни центрове – мощността на двигателите им не е достатъчна, за да се задържат във въздуха само с един мотор. Снетите от експлоатация самолети Go 244 са прехвърлени в тренировъчните центрове за подготовка на парашутисти.

## Тактико-технически характеристики (Go 244B-2)

### Технически характеристики
- Екипаж: 2 души
- Пътници: 23 десантчици
- Дължина: 15,80 m
- Размах на крилото: 24,50 m
- Височина: 4,60 m
- Площ на крило: 64,4 m2
- Тегло празен: 5225 kg
- Максимална маса при излитане: 7800 kg
- Двигатели: 2x Gnome-Rhone 14M-4/5 с мощност 700 к.с. всеки

### Летателни характеристики
- Максимална скорост: 290 km/h
- Крейсерска скорост: 270 km/h на височина от 3900 m
- Обхват на полета: 740 km
- Практически таван: 7650 m
- Скороподемност: 270 m/min

### Въоръжение
- 4х 7,9-mm картечница MG 15 с по 125 патрона
- до 4х картечници MG-34 – десантчици